# Simon Beaufoy
Simon Beaufoy (ur. 1967 w Keighley) – brytyjski scenarzysta filmowy. Laureat Oscara za najlepszy scenariusz adaptowany do filmu Slumdog. Milioner z ulicy (2008) Danny'ego Boyle'a. Scenariusz ten powstał na kanwie powieści Q and A autorstwa indyjskiego pisarza i dyplomaty Vikasa Swarupa. 
Wcześniej prace Beaufoya uhonorowano m.in. Złotym Globem i Nagrodą BAFTA. Goło i wesoło (1997) Petera Cattaneo przyniosło mu nominację do Oscara. Ma na koncie kilka prób reżyserskich, we współpracy z Bille Eltringham, m.in. Darkest Light (1999).

## Filmografia

### scenarzysta
- Yellow (1995)
- Goło i wesoło (The Full Monty, 1997)
- Pośród gigantów (Among Giants, 1998)
- Closer (1998)
- The Darkest Light (1999)
- This is Not a Love Song (2001)
- Blow Dry (2001)
- Yasmin (2004)
- Niezwykły dzień Panny Pettigrew (Miss Pettigrew Lives for a Day, 2008)
- Slumdog. Milioner z ulicy (Slumdog Millionaire, 2008)
- 127 godzin (127 Hours, 2010)

## Nagrody
- Nagroda Akademii Filmowej 2009: Slumdog. Milioner z ulicy Najlepszy scenariusz adaptowany